# ساليسبري
ساليسبري (بالإنجليزية: Salisbury)‏ هي مدينة أمريكية ومركز مقاطعة روان في ولاية كارولاينا الشمالية في الولايات المتحدة الأمريكية.

## التركيبة السكانية
حدّد مكتب تعداد الولايات المتحدة بيانات التركيبة السكانية لساليسبري في تعداد الولايات المتحدة. في ما يلي، التركيبة السكانية حسب تعدادي 2000 و2010.

### تعداد عام 2000
بلغ عدد سكان ساليسبري 26,462 نسمة بحسب تعداد عام 2000، وبلغ عدد الأسر 10,276 أسرة وعدد العائلات 6,183 عائلة مقيمة في المدينة. في حين سجلت الكثافة السكانية 458.4 نسمة لكل كيلومتر مربع (1,187.3/ميل2). وبلغ عدد الوحدات السكنية 11,288 وحدة بمتوسط كثافة قدره 195.5 لكل كيلومتر مربع (506.3/ميل2).
وتوزع التركيب العرقي للمدينة بنسبة 57.30% من البيض و37.56% من الأمريكيين الأفارقة و0.28% من الأمريكيين الأصليين و1.39% من الأمريكيين ذوي الأصول الآسيوية و0.06% من سكان جزر المحيط الهادئ و1.92% من الأعراق الأخرى و1.48% من عرقين مختلطين أو أكثر و4.30% من الهسبانيون أو اللاتينيون من أي عرق.
بلغ عدد الأسر 10,276 أسرة كانت نسبة 30.4% منها لديها أطفال تحت سن الثامنة عشر تعيش معهم، وبلغت نسبة الأزواج القاطنين مع بعضهم البعض 39% من أصل المجموع الكلي للأسر، ونسبة 17.4% من الأسر كان لديها معيلات من الإناث دون وجود شريك، بينما كانت نسبة 3.8% من الأسر لديها معيلون من الذكور دون وجود شريكة وكانت نسبة 39.8% من غير العائلات. تألفت نسبة 34.3% من أصل جميع الأسر من عدة أفراد يعيشون في نفس المنزل ونسبة 14.5% كانت تتألف من شخص يعيش بمفرده يبلغ من العمر 65 عاماً أو أكثر. وبلغ متوسط حجم الأسرة المعيشية 2.29، أما متوسط حجم العائلات فبلغ 2.92.
بلغ العمر الوسطي للسكان 37.1 عاماً. وكانت نسبة 21.6% من القاطنين تحت سن الثامنة عشر، وكانت نسبة 8.6% بين الثامنة عشر والرابعة والعشرين عاماً، ونسبة 24% كانت واقعةً في الفئة العمرية ما بين الخامسة والعشرين والرابعة والأربعين عاماً، ونسبة 19.1% كانت ما بين الخامسة والأربعين والرابعة والستين، ونسبة 15.4% كانت ضمن فئة الخامسة والستين عاماً فما فوق. يوجد لكل 100 أنثى 88.0 ذكر، ويوجد لكل 100 أنثى في الثامنة عشر من عمرها فما فوق 83.0 ذكر.
بلغ متوسط دخل الأسرة في المدينة 32,920 دولارًا، أما متوسط دخل العائلة فبلغ 41,132 دولارًا. وكان متوسط دخل الذكور 31,239 دولارًا مقابل 25,019 دولارًا للإناث. وسجل دخل الفرد الخاص بالمدينة 18,910 دولارًا. وكانت نسبة 12.2% من العائلات ونسبة 16.1% من السكان تحت خط الفقر، وكان من هؤلاء نسبة 22.5% تحت سن الثامنة عشر ونسبة 11% في الخامسة والستين من العمر وما فوق.

### تعداد عام 2010
بلغ عدد سكان ساليسبري 33,662 نسمة بحسب تعداد عام 2010، وبلغ عدد الأسر 12,567 أسرة وعدد العائلات 7,703 عائلة مقيمة في المدينة. في حين سجلت الكثافة السكانية 583.1 نسمة لكل كيلومتر مربع (1,510.2/ميل2). وبلغ عدد الوحدات السكنية 14,626 وحدة بمتوسط كثافة قدره 253.4 لكل كيلومتر مربع (656.3/ميل2).
وتوزع التركيب العرقي للمدينة بنسبة 52.44% من البيض و37.71% من الأمريكيين الأفارقة و0.36% من الأمريكيين الأصليين و1.55% من الأمريكيين ذوي الأصول الآسيوية و0.05% من سكان جزر المحيط الهادئ و5.89% من الأعراق الأخرى و2% من عرقين مختلطين أو أكثر و10.58% من الهسبانيون أو اللاتينيون من أي عرق.
بلغ عدد الأسر 12,567 أسرة كانت نسبة 31.9% منها لديها أطفال تحت سن الثامنة عشر تعيش معهم، وبلغت نسبة الأزواج القاطنين مع بعضهم البعض 36.4% من أصل المجموع الكلي للأسر، ونسبة 19.7% من الأسر كان لديها معيلات من الإناث دون وجود شريك، بينما كانت نسبة 5.2% من الأسر لديها معيلون من الذكور دون وجود شريكة وكانت نسبة 38.7% من غير العائلات. تألفت نسبة 32.6% من أصل جميع الأسر من عدة أفراد يعيشون في نفس المنزل ونسبة 13.2% كانت تتألف من شخص يعيش بمفرده يبلغ من العمر 65 عاماً أو أكثر. وبلغ متوسط حجم الأسرة المعيشية 2.38، أما متوسط حجم العائلات فبلغ 3.02.
بلغ العمر الوسطي للسكان 36.2 عاماً. وكانت نسبة 22.7% من القاطنين تحت سن الثامنة عشر، وكانت نسبة 12.1% بين الثامنة عشر والرابعة والعشرين عاماً، ونسبة 25.5% كانت واقعةً في الفئة العمرية ما بين الخامسة والعشرين والرابعة والأربعين عاماً، ونسبة 23.9% كانت ما بين الخامسة والأربعين والرابعة والستين، ونسبة 15.9% كانت ضمن فئة الخامسة والستين عاماً فما فوق. وتوزع التركيب الجنسي للسكان بنسبة 49.5% ذكور و50.5% إناث.

## توأمة
لساليسبري اتفاقيات توأمة مع:
- سالزبوري

## أعلام
- راي هيوارث
- سيدني بلاكمر
- دانيال نيونان
- مايك إيفانز
- إيرل بي. روث
- تشارلز فيشر
- كليفلاند إلام
- ناثانيل الكسندر
- جاي داهل
- إليزابيث دول